# Zoilos II
Zoilos II Soter (Tiếng Hy Lạp: Ζωίλος Β΄ ὁ Σωτήρ, Soter có nghĩa là "Vị cứu tinh") là một vị vua Ấn-Hy Lạp, ông đã cai trị ở miền đông Punjab. Bopearachchi xác định niên đại của ông là vào khoảng năm 55-35 TCn, và được RC Senior ủng hộ.
Ông dường như đã là một trong những vị vua đã kế vị Apollodotos II Đại đế, vị vua vĩ đại cuối cùng của vương quốc Ấn-Hy Lạp, ở phần phía đông của vương quốc. Tất cả những vị vua này đều sử dụng biểu tượng giống như Apollodotus II, biểu tượng chiến đấu của nữ thần Pallas Athene được Menander I sử dụng đầu tiên, và thường cũng là cùng một danh hiệu Soter (Vị cứu tinh). Do đó có thể là họ thuộc về cùng một triều đại, và Zoilos II cũng có thể là một người họ hàng của vị vua Zoilos I trước đó, nhưng việc thiếu các nguồn ghi chép khiến cho tất cả trở thành không chắc chắn.

## Tiền xu của Zoilos II
Zoilos II đã ban hành đồng drachm bạc với chân dung mang vương miện và hình ảnh Pallas Athena theo phong cách khá thô, và hai loại huy chương đồng với các tên gọi khác nhau: "Apollo, cùng với giá ba chân và con voi nhỏ", và "Voi với giá ba chân".
Các đồng tiền xu của Zoilos II đã được tìm thấy trong các kho báu Sutlej và Sialkot II, và trong kho báu Jhelum ở miền đông Punjab (Bopearachchi, p138).
Ngoài ra, tiền xu của Zoilos II còn được tìm thấy dưới nền ngôi đền nhỏ hình chữ nhật có niên đại thế kỷ thứ 1 TCN, tại tu viện Dharmarajika, gần Taxila (John Marshall, "Taxila, khai quật khảo cổ học", p. 248.)
Hai đồng tiền xu khác của Zoilos II cũng đã được tìm thấy trong kho báu Bara gần Peshawar, cùng với những đồng tiền của các vị vua Ấn-Scythia như Azes I, Azilises, Azes II.

## Chữ lồng
Nhiều chữ lồng trên các đồng tiền của Zoilos II được viết bằng tiếng Kharoshti, điều này đã chỉ ra rằng chúng chắc chắn được đúc theo phong cách Ấn Độ. Đây là một đặc điểm của những đồng tiền xu thuộc về các vị vua Ấn-Hy Lạp ở miền đông Punjab, chẳng hạn như Strato I, Apollodotus II, và đôi khi là Apollophanes và Dionysios. 